# Nevidno zlo: Apokalipsa
Nevidno zlo: Apokalipsa (izvirni angleški naslov Resident evil: Apocalypse ) je apokaliptična znanstveno fantastična grozljivka iz leta 2004, delo filmskega režiserja Alexandra Witta. Scenarij je napisal producent filma Paul W. S. Anderson. Film je drugi del iz filmske serije Nevidno zlo (Resident Evil), ki temelji na računalniški video igri Nevidno zlo (Resident Evil).
Film vsebuje elemente iz iger Nevidno zlo 2 (Resident Evil 2), Nevidno zlo 3: Nemesis (Resident evil 3: Nemesis) in Nevidno zlo - koda: Veronika (Resident evil - Code: Veronica). Film sledi glavni junakinji Alice, ki pobegne iz podzemnega laboratorija podjetja Umbrella, ter združi moči z ostalimi preživelimi, vključno z Jill Valentine, da bi živa pobegnila iz Racoon Citya.
Film je v kina prišel 10. septembra 2004. S proračunom 40 milijonov $, je film zaslužil 129 milijonov $ po vsem svetu. Nevidno zlo: Apokalipsa je prejel predvsem negativne kritike, ki so bili sicer zadovoljni z akcijo v filmu, vendar razočarani z vsebino. Film je prišel na DVD 28. decembra 2004.

## Vsebina
V prejšnjem filmu sta nekdanja varnostna agentka Alice in okoljevarstvenik Matt Addison komaj pobegnila iz podzemnega laboratorija Panja, vira smrtonosnega virusa. Ko prispeta na varno ju ločijo znanstveniki podjetja Umbrella in začnejo izvajati poskuse na njih.
Umbrella pošlje v Panj ekipo, da bi raziskala kaj se je tam zgodilo, vendar ekipo napadejo zombiji in razširijo virus po Rakunjem Mestu. Umbrella se odzove s karanteno in skuša evakuirati vso osebje iz mesta. Angela Ashford, hči Umbrellinega znanstvenika dr. Charlesa Ashforda, postane pogrešana potem, ko njen varnostni avto doživi prometno nesrečo. Alice se zbudi v zapuščeni bolnišnici in začne iskati orožje po mestu, medtem ko Umbrella spušča iz mesta ljudi le čez most. Pri mostu nekdanja policistka Jill Valentine sreča svojega nekdanjega partnerja Paytona Wellsa, katerega ugrizne in okuži zombi. Ko vidijo da je okužba prišla že do mostu, vodilni mož Umbrellinih enot v Rakunjem Mestu, Timothy Cain, ukaže da se prehod zapre in meščane pošlje domov.
Umbrellina vojaka Carlos Oliveira in Nicholai Ginovaef, obtičita v mestu in Oliveiro ugrizne in okuži zombi. Na drugi lokaciji so Valentine, Wells, in novinarka Terri Morales napadeni vendar jih reši Alice. Umbrella ustvari močnega mutiranega eksperimentalnega supervojaka, Nemesis, katerega naloga je, da najde Alice. Dr. Ashford vdre v mestne varnostne kamere in vzpostavi stik z Alice in ostalimi preživelimi, ter jim ponudi evakuacijo iz mesta, če najdejo njegovo hči. Enako ponudbo ponudi Oliveiri in Ginovaefu, ter pojasni da bo Umbrella uničila Rakunje Mesto in okužbo z nuklearno bombo.
Alice in ostali odidejo po Angelo, vendar jih napade Nemesis. Jill medtem ubije Wellsa, ki se je spremenil v zombija. Alice prežene Nemesisa, Valentine in Morales pa se združita s civilistom L.J.-em. Valentine sreča Oliveiro in skupaj najdeta Angelo, medtem ko sta Morales in Ginovaefu ubita. Angela prizna, da so zombiji nastali zaradi virusa, ki ga je njen oče ustvari za njeno bolezen. Angela mora tako redno jemati virus ampak tudi antivirus, da ne bi postala zombi. Alice tako uporabi nekaj antivirusa in pozdravi Oliveiro, dr. Ashford pa poda Alice lokacijo, kjer jih bo čakal helikopter. Skupina tja prispe, vendar jim zasedo postavijo Umbrelline enote. Cain ubije dr. Ashforda in prisili Alice, da se spopade z Nemesisom. Alice se čez čas preneha spopadati, ko ugotovi, da je Nemesis pravzaprav Matt, ki ga je Umbrella s pomočjo poskusov spremenila v mutanta.
Nemesis se obrne proti Cainu in napade Umbrelline vojake, vendar umre ko skuša zaščititi Alice. Ostali prevzamejo helikopter in prepustijo Caina zombijem, vključno z v zombija spremenjenim dr. Ashfordom. Ko preživeli pridejo iz mesta, eksplodira nuklearna bomba, ki zaradi svojega sunka strmoglavi helikopter. Alice se žrtvuje za Angelo in zabode jo jeklena palica. Poročila prikažejo dogodek v Rakunjem Mestu, kot veliko napako v jedrskem reaktorju in tako prikrijejo Umbrellino vpletenost. Alice se zbudi v Umbrellini preiskovalni stavbi, vendar pobegne s pomočjo Olivere, Valentine, L.J.-a in Angele. Ko pobegnejo, dr. Alexander Isaacs, pomemben mož pri Umbrelli izda, da je Alicin pobeg del Umbrellinega načrta zanjo.

## Igralci
- Milla Jovovich kot Alice
- Sienna Guillory kot Jill Valentine
- Oded Fehr kot Carlos Oliveira
- Thomas Kretschmann kot Timothy Cain
- Sophie Vavasseur kot Angela "Angie" Ashford
- Jared Harris kot Dr. Charles Ashford
- Mike Epps kot Lloyd Jefferson "L.J." Wade
- Iain Glen kot Dr. Alexander Isaacs
- Matthew G. Taylor kot Nemesis
- Razaaq Adoti kot Peyton Wells
- Sandrine Holt kot Terri Morales
- Zack Ward kot Nicholai Ginovaef